# Lista de eventos e públicos da Arena da Baixada
Lista de shows e eventos (não futebolísticos) ocorridos na arena multiuso da Arena da Baixada. Incluem os 10 maiores públicos futebolísticos realizados no local + o jogo do recorde da "antiga arena".

## Shows e eventos
Os 10 maiores públicos em jogos de futebol + recorde da "antiga arena"
| Evento                                                                              | Competição Tipo de evento                          | data/ano                | público                                                                   | fonte             |
| ----------------------------------------------------------------------------------- | -------------------------------------------------- | ----------------------- | ------------------------------------------------------------------------- | ----------------- |
| Atlético 4 x 2 São Caetano                                                          | Campeonato Brasileiro de Futebol de 2001           | 16 de dezembro de 2001  | 31.700 (público pagante) - 34.043 (público total) recorde da antiga Arena | [ 1 ] [ 2 ] [ 3 ] |
| Irã 0 x 0 Nigéria                                                                   | Copa do Mundo FIFA de 2014                         | 16 de junho de 2014     | 39.081                                                                    | [ 4 ]             |
| Honduras 1 x 2 Equador                                                              | Copa do Mundo FIFA de 2014                         | 20 de junho de 2014     | 39.224                                                                    | [ 5 ]             |
| Austrália 0 x 3 Espanha                                                             | Copa do Mundo FIFA de 2014                         | 23 de junho de 2014     | 39.375                                                                    | [ 6 ]             |
| Argélia 1 x 1 Rússia                                                                | Copa do Mundo FIFA de 2014                         | 26 de junho de 2014     | 39.311                                                                    | [ 7 ]             |
| Rod Stewart                                                                         | show                                               | 17 de setembro de 2015  | entre 30 e 35 mil                                                         | [ 8 ]             |
| Festival Loop 360º com Fernando e Sorocaba                                          | show                                               | 12 de dezembro de 2015  | não divulgado                                                             | [ 9 ]             |
| Atlético 1 x 0 Criciúma                                                             | Primeira Liga do Brasil de 2016                    | 24 de fevereiro de 2016 | 35.746 (público total)                                                    | [ 10 ]            |
| UFC 198                                                                             | artes marciais mistas                              | 15 de maio de 2016      | 45.207                                                                    | [ 11 ]            |
| Seleção Brasileira de Voleibol Masculino x Seleção Portuguesa de Voleibol Masculino | amistoso                                           | 3 de setembro de 2016   | público pagante 33.730 entre 35 a 40 mil público total                    | [ 12 ]            |
| Andrea Bocelli                                                                      | show                                               | 19 de outubro de 2016   | ≈ 20 mil                                                                  | [ 13 ]            |
| Atlético 0 x 0 Flamengo                                                             | Campeonato Brasileiro de Futebol de 2016           | 11 de dezembro de 2016  | 35.396 pagantes e 38.020 o público total                                  | [ 14 ]            |
| Liga Mundial de Voleibol                                                            | Liga Mundial de Voleibol de 2017 Fase final        | 4 de julho de 2017      | 9.800                                                                     | [ 15 ]            |
| Liga Mundial de Voleibol                                                            | Liga Mundial de Voleibol de 2017 Fase final        | 5 de julho de 2017      | 10.012                                                                    | [ 16 ]            |
| Liga Mundial de Voleibol                                                            | Liga Mundial de Voleibol de 2017 Fase final        | 6 de julho de 2017      | 14.390                                                                    | [ 17 ]            |
| Liga Mundial de Voleibol                                                            | Liga Mundial de Voleibol de 2017 Final four        | 7 de julho de 2017      | 9.582                                                                     | [ 18 ]            |
| Liga Mundial de Voleibol                                                            | Liga Mundial de Voleibol de 2017 Final four        | 8 de julho de 2017      | 23.149                                                                    | [ 19 ]            |
| Semana do Avivamento                                                                | evento evangélico                                  | 29 de junho de 2017     | 43 mil                                                                    | [ 20 ]            |
| Paraná Clube 1 x 0 Sport Club Internacional                                         | Campeonato Brasileiro de Futebol de 2017 - Série B | 3 de outubro de 2017    | 39.414 torcedores                                                         | [ 21 ]            |
| Atlético 1 (4) x (3) 1 Atlético Junior                                              | Copa Sul-Americana de 2018                         | 12 de dezembro de 2018  | 40.263 torcedores (atual recorde)                                         | [ 22 ]            |
| Athletico 0 x 1 Boca Juniors                                                        | Copa Libertadores da América de 2019               | 24 de julho de 2019     | 34.456 torcedores (público total)                                         | [ 23 ]            |
| Semana do Avivamento                                                                | evento evangélico                                  | 27 de julho de 2019     | 45.925                                                                    | [ 24 ]            |
| Athletico 1 x 0 Sport Club Internacional                                            | Copa do Brasil de Futebol de 2019                  | 11 de setembro de 2019  | 39.972 torcedores (público total)                                         | [ 25 ]            |
|                                                                                     |                                                    |                         |                                                                           |                   |
|                                                                                     |                                                    |                         |                                                                           |                   |